# Hársas
Hársas (1899-ig Lipník, szlovákul Lipník) község Szlovákiában, a Trencséni kerületben, a Privigyei járásban.

## Fekvése
Privigyétől 6 km-re keletre fekszik.

## Története
1432-ben „Lypnek” alakban említik először. A községtől délnyugatra a középkorban erődítmény állt, melynek azonban már nyoma sincs. A település maga Éleskő várának uradalmához tartozott, később a Kerek és Neczpál családok birtoka. 1431 és 1434 között a Luxemburgi Zsigmond és a husziták közötti harcok színtere volt, ekkor átmenetileg lakatlanná vált. 1492-ben a Majthényi család szerezte meg. 1675-ben 132 lakosa volt. 1695-től Bajmóc várához tartozott. 1715-ben 22 háztartás volt a községben. 1778-ban 24 jobbágy és 3 zsellércsalád élt itt.
A 18. század végén Vályi András így ír róla: „LIPNIK. Tót falu Nyitra Várm. földes Ura G. Pálfy Uraság, lakosai katolikusok, fekszik Chrenóczhoz nem meszsze, és annak filiája, határja ollyan mint Csauzáné.”
1828-ban 28 házában 192 lakos élt, akik főként mezőgazdasággal, később idénymunkákkal foglalkoztak. A faluban nagy hagyományai vannak a kézművességnek, különösen a fafaragásnak és kosárfonásnak. Kézműveseinek munkáját dicséri a falu művészi fa haranglába is.
Fényes Elek 1851-ben kiadott geográfiai szótárában így ír a faluról: „Lipnik, tót falu, Nyitra vármegyében, Chrenocz fil., 192 kath. lak. F. u. többen. Ut. p. Privigye.”
Borovszky Samu monográfiasorozatának Nyitra vármegyét tárgyaló része szerint: „Lipnik, a handlovai völgyben Chrenócz mellett fekvő tót falu, 261 r. kath. vallásu lakossal. Posta-, táviró- és vasúti állomása Privigye. Alatta folyik el a Handlova-patak. Földesurai a Pálffyak voltak.”
A trianoni diktátumig Nyitra vármegye Privigyei járásához tartozott.
1976-tól 1990-ig a szomszédos Tormásborosznó része volt.

## Népessége
| Év:            | 1994. | 2004.   | 2014.   | 2024.    |
| -------------- | ----- | ------- | ------- | -------- |
| Emberek száma: | 486   | 477     | 511     | 595      |
| Eltérés:       |       | -1,85 % | +7,12 % | +16,43 % |

| Év:            | 2023. | 2024.   |
| -------------- | ----- | ------- |
| Emberek száma: | 597   | 595     |
| Eltérés:       |       | -0,33 % |

1910-ben 312, túlnyomórészt szlovák anyanyelvű lakosa volt.
2001-ben 488 lakosából 486 szlovák volt.
2011-ben 492 lakosából 483 szlovák volt.
2021-ben 563 lakosából 558 szlovák, 2 magyar, 2 (+5) egyéb és 1 ismeretlen nemzetiségű volt.

## Nevezetességei
- Fa haranglába a 19. század közepén épült, harangját 1783-ban öntötték. Pietája a 19. század elején készült, a kovácspalotai pieta másolata.

## Külső hivatkozások
- Községinfó
- Hársas Szlovákia térképén
- E-obce.sk